# Батлинер, Герард
Герард Батлинер (9 декабря 1928, Эшен, Лихтенштейн — 25 июня 2008, Эшен, Лихтенштейн) — лихтенштейнский государственный деятель, премьер-министр Лихтенштейна (1962—1970).

## Биография
Изучал юриспруденцию и философию в Университете Фрибура; в 1957 году получали учёную степень кандидата юридических наук.
В 1956—1962 годах наряду с политической деятельностью он выступал в качестве адвоката и публициста.
В 1960—1962 годах — заместитель председателя общины Эшена.
В 1962—1970 годах — премьер-министр и министр иностранных дел княжества Лихтенштейна.
В 1970—1974 годах — адвокат.
В 1974—1982 годах — депутат лихтенштейнского ландтага от Прогрессивной гражданской партии, в 1974—1978 годах — президент ландтага, в 1978—1981 годах — вице-президент ландтага.
В 1981—1982 годах — вице-президент парламентской ассамблеи Совета Европы.
В 1983—1990 годах — член Европейской комиссии для правам человека.
В 1991—2003 годах — член Европейской Комиссии за Демократию через Право (Venice Commission).
C 1995 года — судья арбитражного суда ОБСЕ.
С 1987 года — член научного совета Института Лихтенштейна, в 1987—1997 годах его председатель.
В 1972—1998 годах — руководитель издательства Лихтенштейнского академического общества.
Является автором многочисленных книг о правовой системе Лихтенштейна.
Умер 25 июня 2008 года в Эшене в возрасте 79 лет.